# ロワイヤル橋
ロワイヤル橋(Pont Royal)はフランス、パリのセーヌ川に架かる石造アーチ橋である。ポンヌフ、マリー橋に次いでパリで3番目に古い橋である。
右岸のフローラのパヴィリオンと左岸のバック通りを結んでいる。この橋は5つの半円アーチからなり、両岸の橋脚にはセーヌ川が大増水したときの水位が記されている。

## 歴史
1550年以来この場所にはテュイルリーの渡しがあった。バック（渡し船）通りの名前の由来である。
1632年、徴税官のバルビエが木製の有料の橋を架けさせたのが最初である。この橋はアンヌ・ドートリッシュにちなんでサンタンヌ（聖アンヌ）橋、またはその色からポン・ルージュ（赤い橋）と呼ばれていた。この橋は古くなったり、火事にあったりして何度か架け替えられている。
1685年から1689年にかけて、ルイ14世が出資し石造アーチ橋が架けられた。そしてロワイヤル橋と名付けられた。設計を担当したのはジャック・ガブリエル、ジュール・アルドゥアン＝マンサールとフランソワ・ロランだった。18世紀にはお祭り騒ぎがあると人々は好んでこの橋に集まってきた。
フランス革命期の1792年から1804年の間はナシオナル橋と改名された。続いて1814年まではテュイルリー橋と呼ばれていた。ナポレオンがテュイルリー宮殿を守るために大砲を並べたのはこの橋であった。
ロワイヤル橋は1850年に一度修復された。その後1939年ポンヌフ、マリー橋とともに歴史的建造物に指定された。

## 交通
- メトロ1号線　テュイルリー駅（Tuileries）下車

## 隣の橋
（上流）ポンデザール―カルーゼル橋―ロワイヤル橋―レオポール・セダール・サンゴール橋―コンコルド橋（下流）